# اشلی فویل
اشلی فویل (انگلیسی: Ashley Foyle؛ زادهٔ ۱۷ سپتامبر ۱۹۸۶) بازیکن فوتبال اهل بریتانیا است.
از باشگاه‌هایی که در آن بازی کرده‌است می‌توان به باشگاه فوتبال لینکولن یونایتد، باشگاه فوتبال وورکساپ تاون، باشگاه فوتبال چسترفیلد، باشگاه فوتبال ماتلوک تاون، باشگاه فوتبال باکستون، و باشگاه فوتبال آکرینگتون استنلی اشاره کرد.